# José de Jesús Aguirre
José de Jesús Aguirre är en ort i Mexiko.   Den ligger i kommunen Teocaltiche och delstaten Jalisco, i den centrala delen av landet, 400 km nordväst om huvudstaden Mexico City. José de Jesús Aguirre ligger 1 829 meter över havet och antalet invånare är 507.
Terrängen runt José de Jesús Aguirre är lite kuperad. Runt José de Jesús Aguirre är det ganska glesbefolkat, med 39 invånare per kvadratkilometer. Närmaste större samhälle är Teocaltiche, 14,4 km sydväst om José de Jesús Aguirre. Trakten runt José de Jesús Aguirre består till största delen av jordbruksmark.